# Підгорбунський Кузьма Захарович
Кузьма Захарович Підгорбунський (8 листопада 1906, село Толмачово Новонікольського повіту Томської губернії, тепер Російська Федерація — 29 жовтня 1988) — радянський діяч, 1-й секретар Північно-Казахстанського обласного комітету КП Казахстану, голова Північно-Казахстанського облвиконкому. Депутат Верховної ради Казахської РСР 4—6-го скликань.

## Життєпис
Трудову діяльність розпочав у сільському господарстві батька. У 1926—1928 роках працював робітником залізниці та заводу «Кедропром».
З 1928 до 1932 року служив у Червоній армії.
У 1930—1932 роках — студент Омського інституту колгоспного будівництва, економіст-організатор.
Член ВКП(б).
У 1932—1938 роках — заступник завідувача районного земельного відділу Західно-Сибірського краю; директор міжрайонної колгоспної школи Західно-Сибірського краю; заступник директора машинно-тракторної станції Західно-Сибірського краю; голова виконавчого комітету Усть-Пристанської районної ради Алтайського краю.
У 1938—1940 роках — 1-й секретар Грязнухинського районного комітету ВКП(б) Алтайського краю.
У 1940—1942 роках — 1-й секретар Зонального районного комітету ВКП(б) Алтайського краю.
У 1942—1943 роках — секретар Алтайського крайового комітету ВКП(б) з енергетики та паливної промисловості.
У 1943—1945 роках — відповідальний організатор ЦК ВКП(б).
У 1945—1947 роках — слухач Вищої школи партійних організаторів при ЦК ВКП(б).
У 1947 — листопаді 1949 року — представник Ради у справах колгоспів при РМ СРСР по Челябінській області.
У листопаді 1949 — 1953 року — представник Ради у справах колгоспів при РМ СРСР по Свердловській області.
У 1953—1954 роках — начальник Свердловського обласного управління сільського господарства.
У 1954—1955 роках — заступник завідувача сільськогосподарського відділу ЦК КП Казахстану.
У 1955 році — 2-й секретар Північно-Казахстанського обласного комітету КП Казахстану.
У 1955 — січні 1963 року — голова виконавчого комітету Північно-Казахстанської обласної ради депутатів трудящих.
У січні 1963 — грудні 1964 року — 1-й секретар Північно-Казахстанського сільського обласного комітету КП Казахстану.
У грудні 1964 — листопаді 1965 року — 1-й секретар Північно-Казахстанського обласного комітету КП Казахстану.
У 1965—1969 роках — заступник голови правління Казахської республіканської Спілки споживчих товариств.
З 1969 року — персональний пенсіонер.

## Нагороди і звання
- орден Трудового Червоного Прапора
- медаль «За трудову доблесть»